# Batalla de Xinkou
La batalla de Xinkou (en chino simplificado: 忻口会战; en chino tradicional: 忻口會戰; en pinyin: Xīnkǒu Huìzhàn) fue un enfrentamiento decisivo de la campaña de Taiyuan, el segundo de los 22 enfrentamientos principales entre el Ejército Nacional Revolucionario y el Ejército Imperial Japonés durante la segunda guerra sino-japonesa.

## Preludio
Después de los combates en Nankou, la Fuerza Expedicionaria de Chahar del Ejército de Kwantung ocupó Datong en la provincia de Shanxi y comenzó su asalto en el área de Yenbei. La 5.ª División japonesa comenzó su ataque desde Hebei marchando hacia el oeste y tomando las ciudades de Guangling, Linzhou, Hungyuan en el noroeste de Shanxi.
A finales de septiembre, el comandante japonés Seishirō Itagaki ordenó a la 5.ª división y a la Fuerza Expedicionaria de Chahar que comenzaran a atacar la línea de defensa china a lo largo de la Gran Muralla interior en Shanxi. El Comandante de la 2.ª Zona de Guerra, Yan Xishan, ordenó a las tropas chinas retirarse y establecer una línea de defensa en Niangziguan y Pingxingguan.
Incluso después de que el 8.º Ejército de Ruta dirigido por Lin Biao tendiera una emboscada con éxito a los japoneses en la batalla de Pingxingguan, los defensores chinos sufrieron numerosas bajas bajo los ataques de la artillería y los tanques japoneses y se vieron obligados a retirarse al monte Wutai para establecer otra línea de defensa en Xinkou.

## La batalla
Yan Xishan reunió a todas las tropas chinas disponibles bajo su mando para resistir en Xinkou, ya este lugar estaba flanqueado por el monte Wutai y Yunzhonshan, lo que era favorable para los defensores y también era una puerta de entrada a Taiyuan, la capital de Shanxi. El 1 de octubre, el comando central japonés ordenó a Seishirō Itagaki que dirigiera la 5.ª División y la Fuerza Expedicionaria de Chahar para el asalto final a Taiyuan.
El mismo día, la comisión militar del gobierno nacionalista chino ordenó al 14.º Grupo de Ejércitos (comandado por Wei Lihuang) luchar contra los japoneses en Xinkou. El 14.º Grupo de Ejércitos, junto con los ocho ejércitos de Yan Xishan, organizaron la defensa de Xinkou, mientras que el 18.º Grupo de Ejércitos (sin la 120.ª División) y la 101.ª División, la 73.ª División y la recién formada 2.ª División organizaron la defensa en el flanco derecho a lo largo de la orilla sur del río Sutou, comandada por Zhu De, mientras que una división fue enviada a la retaguardia del enemigo para hostigar su flanco izquierdo.
El 6.º Grupo de Ejércitos organizado en dos divisiones y una brigada, comprendía la defensa china en el flanco izquierdo junto con la 120.ª División (comandada por Yang Aiyuan), que concentraba sus fuerzas en Heiyu y Yangfangkou, mientras que una división era enviada a la retaguardia enemiga para hostigar su flanco derecho. Los 34.º y 35.º ejércitos estaban en reserva, comandados por Fu Zuoyi, para controlar el área de Dingxiang y Xinxian.
El 2 de octubre, la 2.ª brigada de la Fuerza Expedicionaria de Chahar inició su ataque contra Gouxian (ahora Gouyangxian), y los defensores chinos del 19.º Ejército detuvieron el ataque hasta el 9 de octubre, cuando Gouxian había caído en manos japonesas. La 15.ª Brigada de la Fuerza Expedicionaria de Chahar marchó alrededor de Gouxian y atacó Yuanping, y se enfrentó a la 196.ª Brigada del 34.º Ejército, dirigida por Jiang Yuzhen. Después de un intenso combate cuerpo a cuerpo, los soldados chinos defensores fueron aniquilados y los japoneses tomaron Yuanping el 12 de octubre. En ese momento, las fuerzas invasoras estaban listas para hacer su movimiento en Xinkou.
Debido a los desarrollos desfavorables en el campo de batalla, el comandante chino Wei Lihuang tuvo que reorganizar la línea de defensa el 2 de octubre. Colocó los 9.º, 61.º y 35.º ejércitos para formar la línea de defensa central, manteniendo su posición a lo largo de los pasos de las montañas Xinkou; mientras que el 14.º Ejército, las 71.ª y 66.ª Divisiones comandadas por Li Mo'an formaron el flanco izquierdo, controlando el área de Yunzhongshan. Finalmente, los 33.º, 17.º y 15.º ejércitos formaron el flanco derecho, controlando Wutaishan.
El 13 de octubre, Seishirō Itagaki dirigió a 50.000 soldados japoneses en un gran asalto contra Xinkou. La 5.ª División estaba en el ala izquierda y concentró su ataque en Nanhuaihua; mientras que la 15.ª Brigada estaba en el ala derecha, centrando sus esfuerzos en Dabaishui, con la 2.ª Brigada en la retaguardia defendiendo la Gran Muralla interior. La 5.ª División utilizó más de 30 aviones, más de 40 artillerías pesadas, más de 50 tanques para flanquear el asalto de la infantería; mientras que las fuerzas de defensa central chinas utilizaron el terreno favorable para oponer fuertes resistencias a pesar de la falta de potencia de fuego.
La batalla de Xinkou continuó durante días, con la posición de Nanhuahua cambiando de manos muchas veces. El 16 de octubre, la fuerza de defensa central china comenzó un gran contraataque para tomar los terrenos elevados de Nanhuahua, durante esta batalla, el comandante del 9.º Ejército, Hao Mengling, se convirtió en el primer general del ejército chino en morir en acción durante la segunda guerra sino-japonesa. A pesar de su muerte, el comandante del 61.º Ejército, Chen Zhangjie, y posteriormente el comandante del 19.º Ejército, Wang Jingguo, continuaron liderando la defensa de Xinkou y mantuvieron con éxito sus posiciones defensivas.
Durante este tiempo, el 8.º Ejército de Ruta de los comunistas ejecutó varios ataques guerrilleros en la retaguardia de las tropas japonesas en Lingqiu, Guangling, Weixian, Pingxingguan, Ningwu y Yanmenguan. En la noche del 19 de octubre, el 769.º Regimiento de la 120.º División atacó la base aérea de Yangmingbao y destruyó con éxito 24 aviones japoneses en tierra.
En ese momento, los japoneses habían sufrido cerca de 20.000 bajas sin progresar mucho en su asalto a Xinkou. Por lo tanto, el Ejército Japonés del Área Norte de China tuvo que agregar tres regimientos adicionales, el 22.º, 27.º y 29.º de octubre para ayudar en el ataque de Nanhauhua. Sin embargo, las tropas japonesas aún no pudieron tomar esta importante posición y tuvieron que redirigir su ataque a Dabaishui, y los defensores chinos pudieron luchar contra los japoneses hasta un punto muerto.

## Defensa de Niangziguan
La comisión militar del gobierno nacionalista chino ordenó a las tropas de la 1.ª Zona de Guerra que se trasladaran y establecieran una defensa en Niangziguan, con las 17.ª y 30.ª Divisiones defendiendo el centro, el 3.º Ejército posicionado en el ala derecha y el 14.º Grupo de Ejércitos en el ala izquierda. El comandante chino de esta operación fue asignado a Huang Shaohong, el comandante adjunto de la 2.ª Zona de Guerra.
El 11 de octubre, la 20.ª División del ejército japonés capturó Jingxing. Los japoneses solo usaron algunas tropas para atacar Niangziguan, mientras que su fuerza principal marchó y capturó Jiuguan. Con los defensores de Niangziguan efectivamente rodeados en este momento, Yan Xishan ordenó apresuradamente al 26.º Ejército dirigido por Sun Lianzhong estacionado en el norte de Shanxi que se trasladara a Niangziguan y organizó y llevó a cabo contraataques, pero no retomó Jingxing como estaba planeado. El 21 de octubre, la 20.ª División fue reforzada por la 109.ª División y continuó su ataque contra Niangziguan desde el sur, con la ayuda de bombarderos y cazas japoneses.
El 26 de octubre, cuatro batallones de comandos japoneses pudieron atravesar la defensa del 3.º ejército chino en Ceyuzhen y romper la línea de defensa de Niangziguan. Las fuerzas chinas se vieron obligadas a retirarse a Taiyuan y fueron perseguidas por los atacantes japoneses a lo largo de los ferrocarriles Shijiazhuang - Taiyuan. El 11 de noviembre, las tropas japonesas capturaron Shouyang después de repeler una emboscada del 41.º Ejército. En ese momento, se ordenó a todas las tropas chinas en Xinkou que se retiraran a Taiyuan para evitar ser rodeadas por el enemigo, y dando por hecho que el ejército japonés había ganado la batalla de Xinkou.

## Consecuencias
La batalla de Xinkou marcó la primera cooperación a gran escala entre el ejército provincial (las tropas de Shanxi de Yan Xishan), los comunistas chinos (8.º Ejército de Ruta) y el Ejército Central de Chiang Kai-shek (14.º Grupo de Ejércitos) durante la segunda guerra sino-japonesa. Aunque los defensores chinos lucharon valientemente en un frente unido contra el enemigo durante esta campaña, tenían una gran escasez de potencia de fuego, especialmente con el mal equipado 8.º Ejército de Ruta. Un relato personal del general Li Mo'an indicó que la única arma que tenía la infantería china contra los tanques japoneses eran cócteles molotov, y muchos defensores en el flanco izquierdo simplemente fueron arrollados por los tanques japoneses.
Después de esta batalla y la subsiguiente batalla alrededor de la ciudad de Taiyuan, los chinos perdieron efectivamente el control del norte de China y la resistencia se redujo a ataques guerrilleros menores detrás de las líneas enemigas. Sin embargo, debido a que los comunistas y nacionalistas cooperaron bien y los japoneses también sufrieron graves pérdidas, muchos chinos se sintieron inspirados para unirse a la lucha contra los invasores japoneses, especialmente cuando Jiang Yuzhen y otros oficiales fueron convertidos en mártires.
En conclusión, las fuerzas chinas finalmente perdieron la batalla, pagando el precio de 100.000 soldados muertos, heridos o desaparecidos, y se vieron obligados a retirarse. Sin embargo, fueron capaces de matar a unos 20.000 soldados japoneses, herir a miles más y destruir docenas de tanques y más de 24 aviones, estableciendo un récord en la magnitud del daño infligido a los japoneses en una sola batalla en el norte de China.